# Флаки, Франческо
Фраческо Флаки (итал. Francesco Flachi; родился 8 апреля 1975 года, Флоренция, Италия) — итальянский футболист, выступавший на позиции нападающего.

## Клубная карьера
Франческо родился во Флоренции, и дебютировал за главный клуб региона — «Фиорентину», сыграв в десяти играх и забив два гола в серии B. Сезон 1993/94 закончился для команды удачно и команда выиграла «повышение». Он дебютировал в Серии А 4 сентября 1994 года в матче против «Кальяри», который клуб выиграл со счётом 2:1.
Флаки, однако, не стал игроком стартового состава и редко выходил на поле, поскольку, столкнулся с жесткой конкуренцией со стороны Габриэля Батистуты и Луиса Оливейры — всего три матча в каждом из трех последних сезонов. Он также побывал в аренде в «Бари» и «Анконе» (обе команды играли во втором дивизионе), забив впечатляющие десять мячей только в 17 матчах за «Аскону».